# Loma de Bolívar

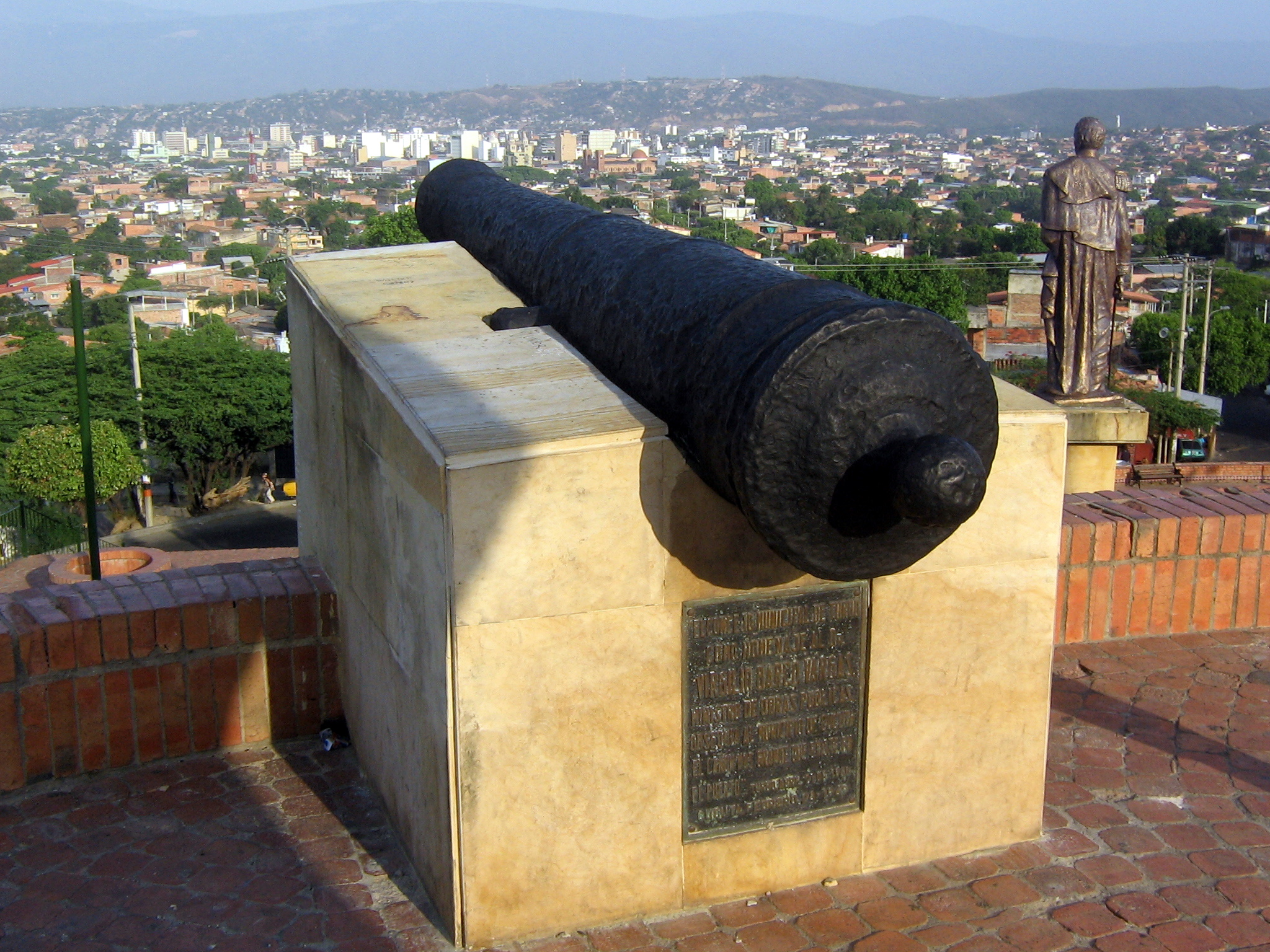
Monumento a la Batalla de Cúcuta.

La Loma de Bolívar es un accidente geográfico ubicado en la ciudad colombiana de Cúcuta. Debe su nombre a que cerca a ella tuvo lugar la Batalla de Cúcuta, que fue la primera parte de la Campaña Admirable, donde participó Simón Bolívar.